# Polinices bifasciatus
Polinices bifasciatus är en snäckart som först beskrevs av Griffith och Pidgeon 1834.  Polinices bifasciatus ingår i släktet Polinices och familjen borrsnäckor. Inga underarter finns listade i Catalogue of Life.